# Краковские шопки
Кра́ковские шо́пки (пол. szopki krakowskie) — разновидность рождественского вертепа, возникшая в Кракове в XIX веке. Включена в Список нематериального наследия ЮНЕСКО. Ежегодно в Кракове проводится конкурс шопок, на котором опытные мастера и любители представляют свои изделия.

## История
Шопка как вид народного театра появилась в Польше, вероятно, в XVI веке, а наибольшую популярность приобрела в XVIII—XIX веках. Первоначально шопки, воспроизводящие описанную в Новом завете сцену Рождества, выставлялись в алтарях костёлов. Со временем находящиеся в них фигурки библейских персонажей стали подвижными и могли управляться кукольником. Внешне шопки воспроизводили архитектуру храмов и делались двухъярусными: на верхнем ярусе разыгрывался рождественский сюжет, на нижнем — сценки бытового характера.
В 60-е годы XIX века определились характерные черты шопок в зависимости от места изготовления. Краковские обычно делались длинными и высокими (более двух метров); верхний этаж имел очертания церкви, нижний представлял хлев и ясли с младенцем Иисусом. Наиболее старая из сохранившихся краковских шопок, работы Михала Эзенекера, относится ко второй половине XIX века и входит в собрание Этнографического музея в Кракове.
В XX веке шопки практически утратили своё религиозно-обрядовое значение, однако само искусство не было утрачено. Современные краковские шопки обычно представляют собой уменьшенные копии тех или иных достопримечательностей Кракова и, по традиции, имеют два яруса. Размер может варьироваться от огромных до миниатюрных. Материалы при изготовлении используются самые разнообразные: дерево, картон, стекло, сталь, пластик, пластилин, фольга и т. д. Кроме того, может применяться электрическая подсветка.
В 2018 году краковские шопки были включены в Список нематериального культурного наследия ЮНЕСКО.

## Конкурс шопок
21 декабря 1937 года у подножия памятника Адаму Мицкевичу на краковской Рыночной площади состоялся первый официальный конкурс краковских шопок. Во время немецкой оккупации Польши традиция была приостановлена; очередной конкурс прошёл 21 декабря 1945 года у разрушенного памятника Мицкевичу. Начиная с 1946 года конкурс проходит ежегодно в первый четверг декабря; его организацией занимается Краковский исторический музей, который затем приобретает наиболее выдающиеся шопки.
В конкурсе участвуют как любители, в том числе школьники, так и опытные мастера, которые годами вырабатывают собственный стиль и передают его по наследству. Их изделия оцениваются по ряду критериев: близость к традиции, мастерство декораций, новизна, цветовая палитра, тип фигурок, архитектура и подвижные элементы. В жюри конкурса входят историки, этнографы, историки искусства, архитекторы, скульпторы.

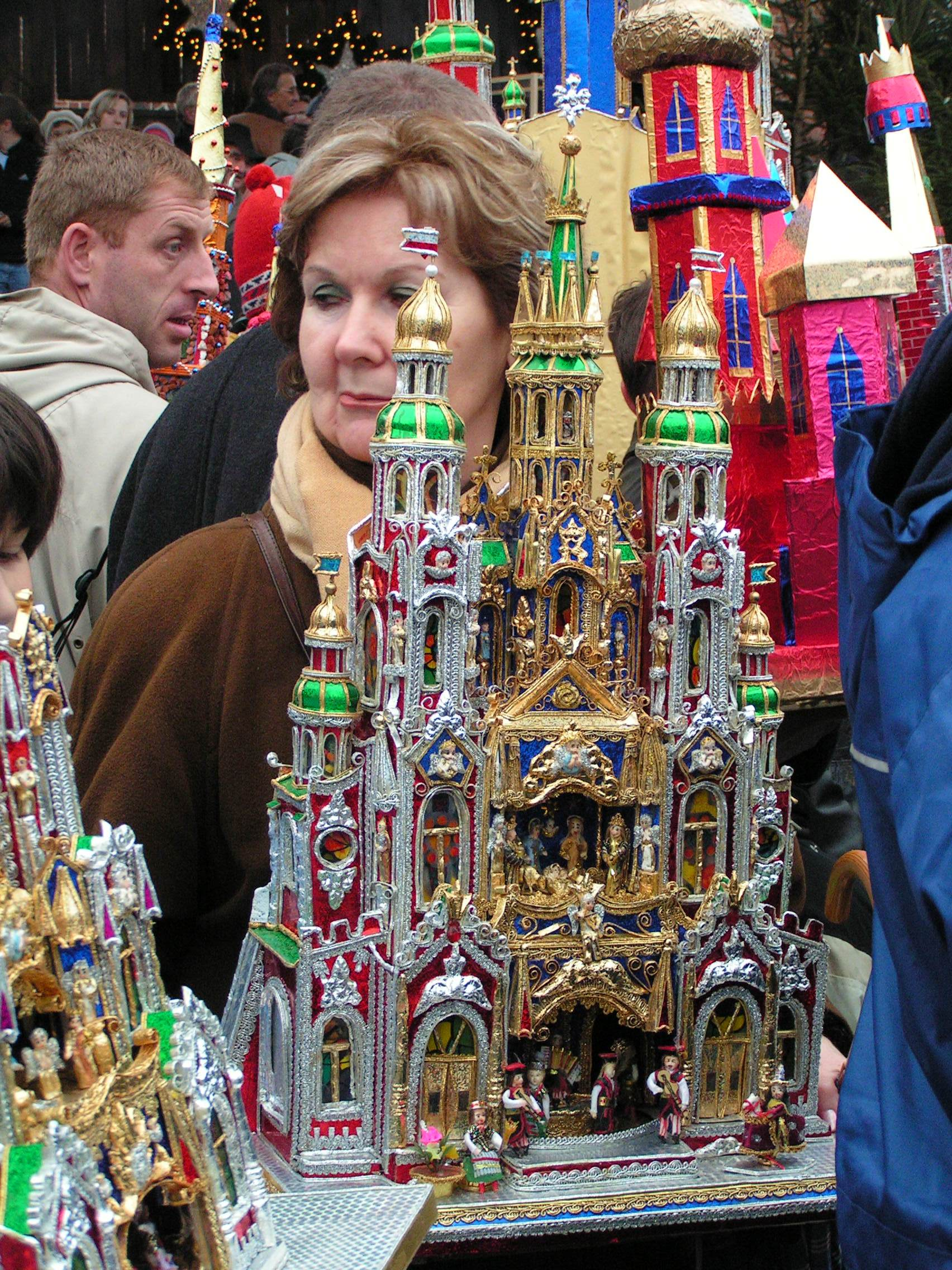
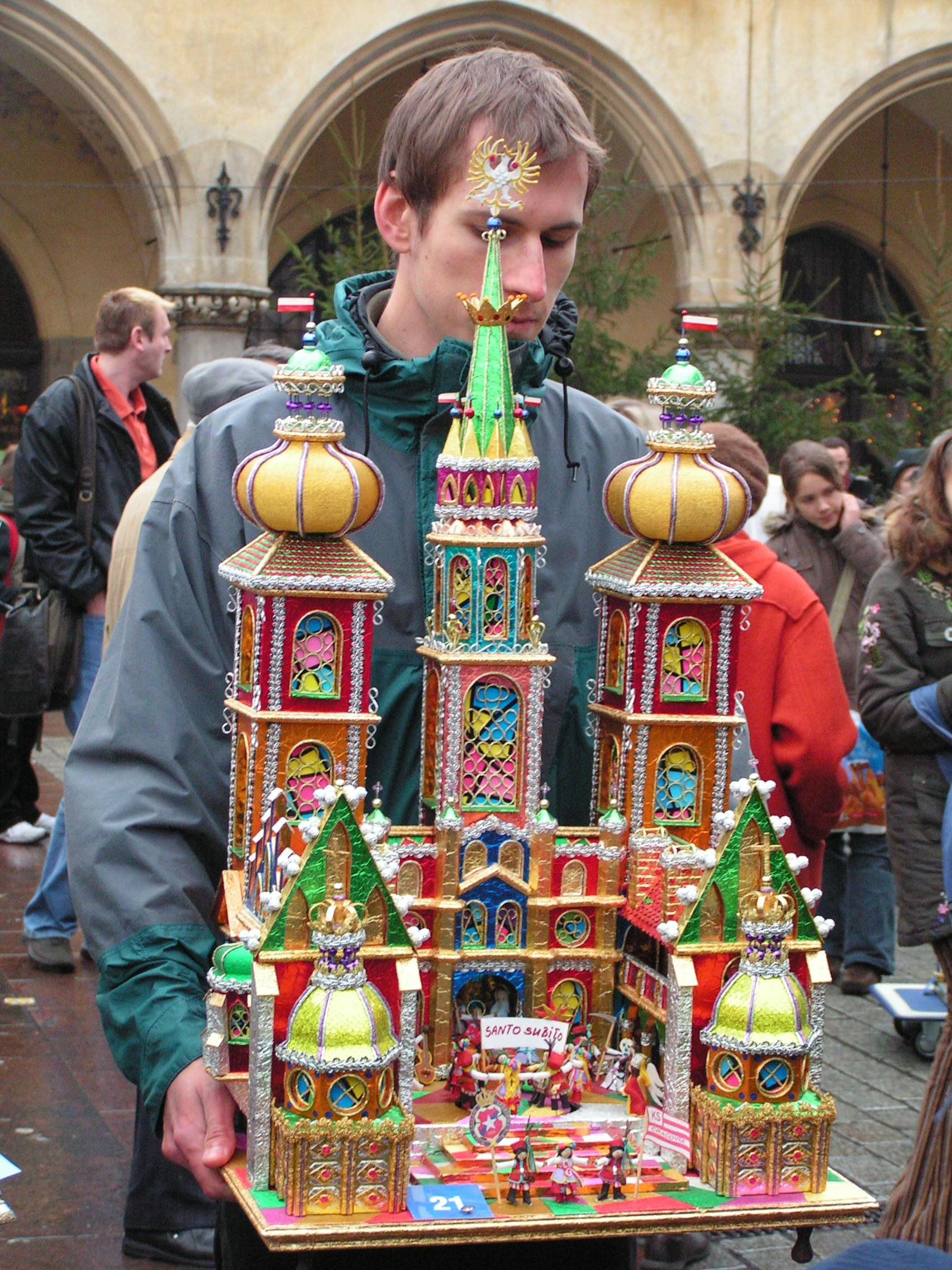
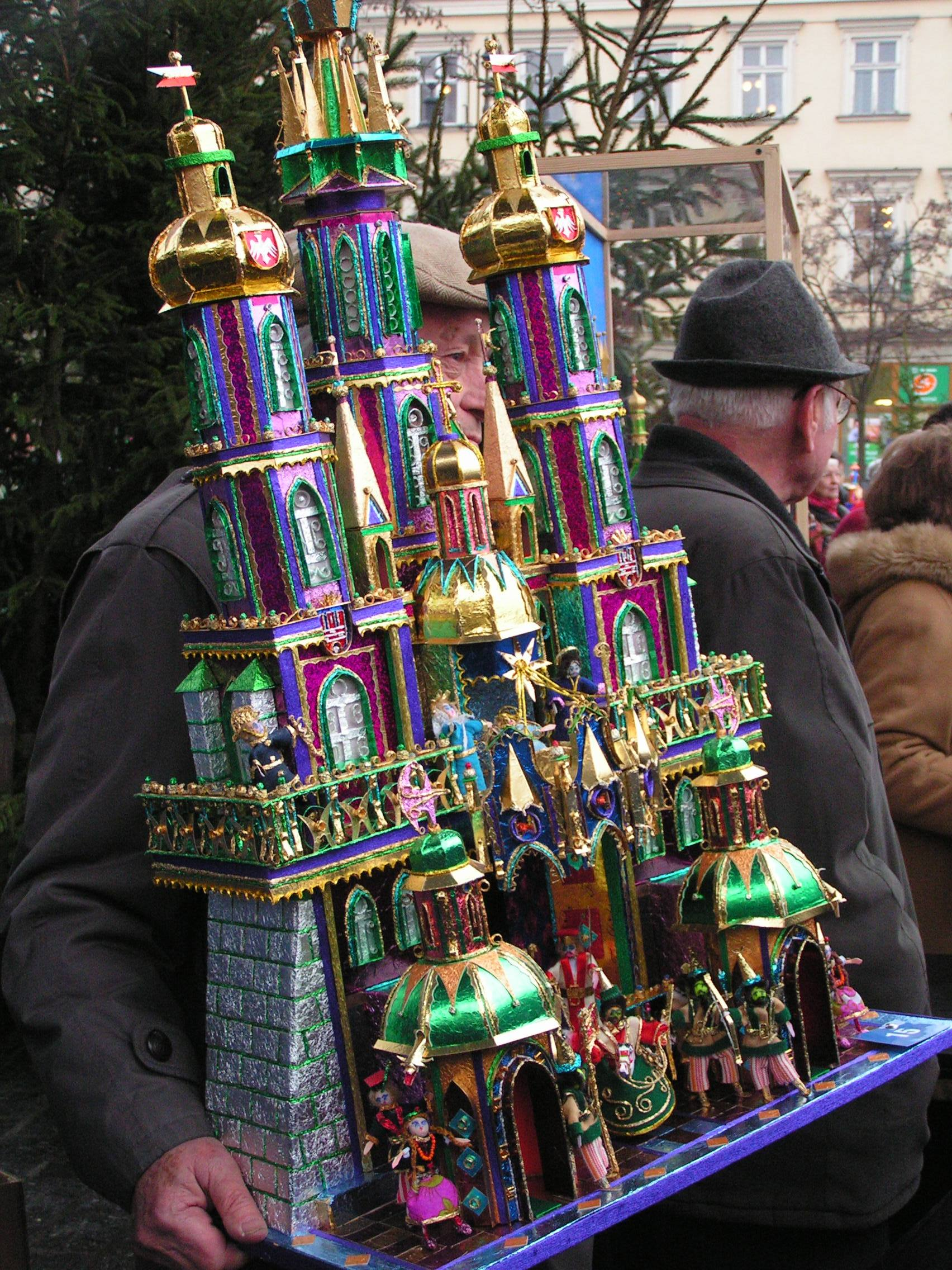
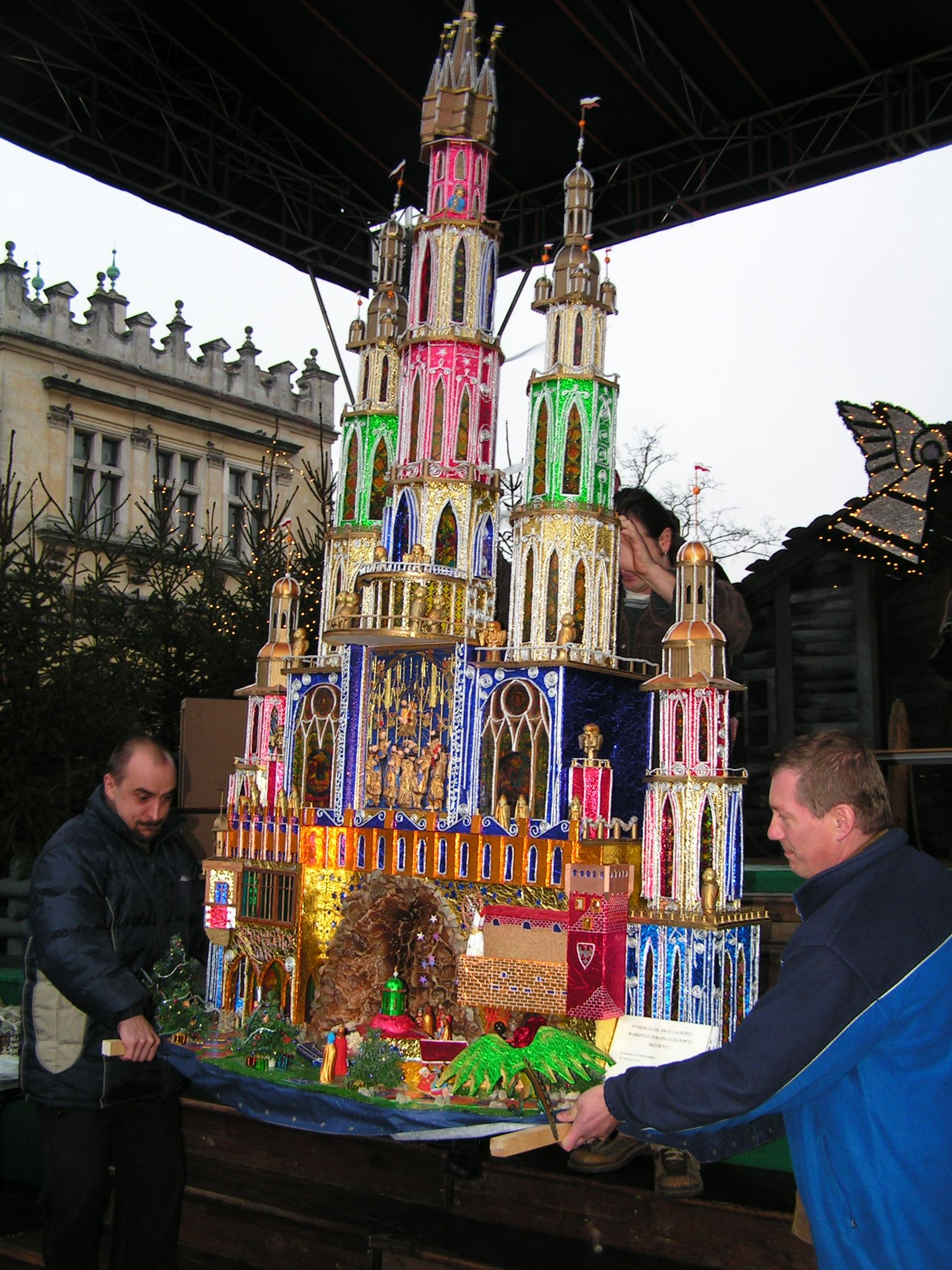
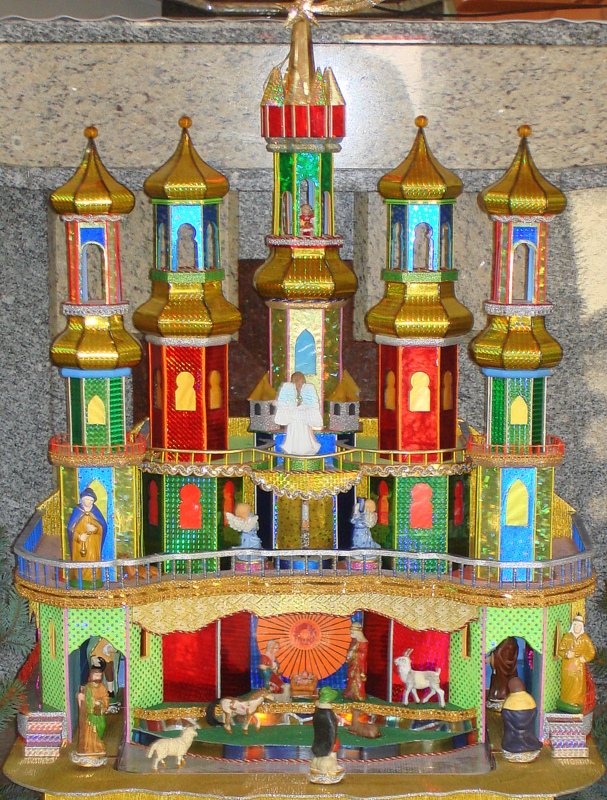